# 天野政徳
天野 政徳（あまの まさのり、1784年（天明4年）- 1861年9月23日（文久元年8月19日））は、江戸時代後期の歌人、国学者、江戸幕府幕臣である。字は其所、号は葛廬後に野乃舎。通称は図書。

## 経歴・人物
初めは江戸幕府の幕臣を務めたが、後に歌学について興味を持ち大石千引の門人となった。また同時期に国学を学び、絵画や篆刻、箏曲や琴もよくした。
後に師匠と共に家塾を開き、多くの門人を輩出させたり、著書を多く執筆する等一躍有名となった。政徳が唱えた学説は、清宮秀堅が著した『古学小伝』に大きな影響を与えた。

## 主な著作物

### 主著
- 『草縁集』- 1巻は1819年（文政2年）、2巻は1820年（文政3年）に刊行。
- 『続草縁集』- 1825年（文政8年）刊行。
- 『詠歌品物考』

### その他の著書
- 『和歌題意考』
- 『葛廬集』- 和歌集。
- 『養蚕図解』- 1859年（安政6年）刊行。